# Раротонга
Раротонга (на английски: Rarotonga) е остров в Тихия океан. Името на острова идва от „раро“ (долу) и „тонга“ (южен). На него е разположена столицата Аваруа на асоциираната към Нова Зеландия островна група Кук. Най-високият връх на острова е 658 м.

## Събития
Островен Танцов Фестивал – Провежда се последната седмица на април всяка година. Националните Гранд финали са в неделя вечер. Жителите на Кук са смятани за най-добрите танцьори в Южния Пасифик. Каймакът на островните селищни и училищни танцови трупи пътува до „Раротонга“ за една седмица на танца и песните. Енергичният танц Тамуре, с полюшване на бедрата, прилича на този, който може да бъде видян в Таити, но съпровода от барабани го прави типичен танц на Кук. Именно този танц сплотява тези 15 големи острова.